# Norsk Republikansk Allianse
Norsk Republikansk Allianse är ett norskt politiskt parti. Partiet ställde upp i Stortingsvalet 2005 i Sør-Trøndelag fylke och fick totalt 92 röster.
Partiet grundades av den tidigare Senterparti-politikern, officeren och godsägaren Erlend Skattem från Storfosna. Bland partiets uttalade förebilder finns Kåre Willoch, Vladimir Putin och Lee Iaccoca. Avskaffande av monarkin är bland hjärtefrågorna. Partiet önskar också billigare mat och bensin, och är skeptiska till invandring av rädsla för det som de ser som norska kulturella värden. Partiet är också emot att Norge deltar i krig i utlandet och skeptisk till NATO.